# Bambusa intermedia
Bambusa intermedia är en gräsart som beskrevs av Chi Ju Hsueh och Tong Pei Yi. Bambusa intermedia ingår i släktet Bambusa och familjen gräs. Inga underarter finns listade i Catalogue of Life.